# Мухаммед Муса Шафік
Мухаммед Муса Шафік (нар. 1932, Кабул — † травень 1978, там само) — державний діяч Афганістану, юрист.

## Біографія
За національністю — пуштун, народився в родині релігійного діяча маулаві Мухаммеда Ібрагіма Камаві.
Закінчив медресе «Дар-уль-Олюме шаріа», Каїрський університет «Аль-Азхар» (1955; зі ступенем бакалавра фікха, ісламського права), Колумбійський університет у США (1957; зі ступенем магістра права, спеціалізація — порівняльне законодавство). Під час навчання працював практикантом в суді й прокуратурі Нью-Йорка. Засновник і голова Товариства студентів-мусульман у США.

Професор Дмитро Поспеловський звернув увагу на роль молодих юристів, які здобули гарну освіту, в модернізації Афганістану у 1960-их роках, виділяючи серед них Шафіка: 

Це він був головним укладачем і редактором нової ліберальної конституції 1964 року. Природно, що «шаріатщики», яких випускали медресе, не могли конкурувати з широко освіченими випускниками університету. Завдяки цьому шаріат відступав, його місце займала справжня юриспруденція, а безталанні випускники медресе через це тільки озлоблювались і долучались до реакційних сил, які забуяють у пострадянському Афганістані й особливо у талібів. 

### Юрист і дипломат
- 1957 — викладач юридичного факультету Кабульського університету.
- У 1957—1961 роках — начальник відділу кодифікації законів міністерства юстиції, одночасно — редактор журналу міністерства юстиції «Аль Фаллах».
- 1961—1963 — співзасновник та співвласник першої в Афганістані приватної юридичної фірми.
- Грудень 1963 — березень 1966 — заступник міністра юстиції.
- 1964 — член комісії з підготовки Конституції й делегат Лойя-джирги, на якій було прийнято Конституцію.
- 1966—1968 — радник міністерства закордонних справ.
- 1968—1971 — посол Афганістану в Єгипті.
- 26 липня 1971 — 17 липня 1973 — міністр закордонних справ.

Був відомий своїми симпатіями до консервативної ісламської організації «Брати-мусульмани». Поет і письменник, автор книг мовами дарі й пушту.

### Прем'єр-міністр
З 12 грудня 1972 до 17 липня 1973, одночасно з постом міністра закордонних справ, займав пост прем'єр-міністра країни. Останній глава уряду за короля Захір Шаха. У момент його призначення в країні зростала політична криза, збільшувались суперечності між урядом і парламентом, які послабляли владу монарха.
Проголосив політику створення «відкритого суспільства». Проявив себе енергійним політиком, зміг провести через парламент закон про бюджет на 1972/1973 фінансовий рік, який до цього не могли прийняти упродовж дев'яти місяців. Парламент також схвалив проєкт угоди з Іраном про розподіл вод річки Гільменд, підготовлений за активної участі Шафіка як міністра закордонних справ. Окрім того, парламентом були прийняті закони про держслужбовців, про Промисловий банк Афганістану, про ухвалення радянського кредиту в 100 млн карбованців, а також про отримання позик від США, Китаю, Англії, Чехословаччини, Болгарії, Світового банку й Банку Азійського розвитку на загальну суму 95 млн доларів. Прем'єр-міністр переконав короля підписати законопроєкт про політичні партії, провінційні ради й муніципалітети, розроблений ще 1967 року. Також було оголошено про підготовку нового закону про зібрання й демонстрації, перегляд закону про друк. Поступкою лівим силам стало офіційне проголошення Першого травня святом робітників.

### Останні роки життя
Після усунення монархії та приходу до влади Мухаммеда Дауда у липні 1973 року був заарештований; у 1975 (або 1976) звільнений за амністією. Став одним із неофіційних радників Дауда в останній період його правління, коли Дауд почав робити ставку на зближення з консервативними силами на збиток лівим радикалам.
Після нового військового перевороту (так званої Саурської (Квітневої) революції) 1978 року Шафік був знову заарештований та невдовзі розстріляний у Кабулі.